# Vaterpolo klub Beograd
Il Vaterpolo Klub Beograd è una squadra di pallanuoto che ha sede a Belgrado, in Serbia.

## Storia
Il club viene fondato nel 1978. Ottiene la sua prima promozione in seconda divisione alla fine degli anni 1980 e raggiunge la massima serie del campionato nazionale alla fine degli anni 1990.
Partecipa per la prima volta a una competizione europea in occasione della stagione 2008-09, quando la squadra si qualifica per la Coppa LEN, la seconda manifestazione continentale per importanza. Dopo aver superato le prime due fasi a gironi, viene eliminato agli ottavi di finale dai russi del Sintez Kazan', perdendo 6-10 in casa e 6-11 in trasferta.
Il miglior risultato in campionato risale alla stagione 2009-10, quando il Beograd conquista la vittoria nella finale per il terzo posto contro il Niš.
Subisce la retrocessione in Prva B Liga alla fine del campionato 2012-13, per poi tornare in massima serie in occasione della stagione 2014-15.